# Монтастрюк-де-Сали
Монтастрю́к-де-Сали́ (фр. Montastruc-de-Salies, окс. Montastruc de Salias) — коммуна во Франции, находится в регионе Юг — Пиренеи. Департамент — Верхняя Гаронна. Входит в состав кантона Сали-дю-Салат. Округ коммуны — Сен-Годенс.
Код INSEE коммуны — 31357.

## География
Коммуна расположена приблизительно в 660 км к югу от Парижа, в 80 км к юго-западу от Тулузы.

## Климат
Климат умеренно-океанический. Зима мягкая и снежная, весна характеризуется сильными дождями и грозами, лето сухое и жаркое, осень солнечная. Преобладают сильные юго-восточные и северо-западные ветры.

## Население
Население коммуны на 2010 год составляло 272 человека.
| 1962 | 1968 | 1975 | 1982 | 1990 | 1999 | 2010 |
| ---- | ---- | ---- | ---- | ---- | ---- | ---- |
| 382  | 375  | 341  | 297  | 285  | 292  | 272  |

## Администрация
| Период | Период | Фамилия          | Партия                  | Примечания |
| ------ | ------ | ---------------- | ----------------------- | ---------- |
| 2001   | 2013   | Бернар Рампон    | Социалистическая партия |            |
| 2013   | 2020   | Бертран Лакаррер |                         |            |

## Экономика
В 2010 году среди 164 человек трудоспособного возраста (15—64 лет) 129 были экономически активными, 35 — неактивными (показатель активности — 78,7 %, в 1999 году было 69,3 %). Из 129 активных жителей работали 118 человек (68 мужчин и 50 женщин), безработных было 11 (3 мужчин и 8 женщин). Среди 35 неактивных 10 человек были учениками или студентами, 12 — пенсионерами, 13 были неактивными по другим причинам.

## Достопримечательности
- Церковь Нотр-Дам-дю-Мон-Кармель

## Фотогалерея

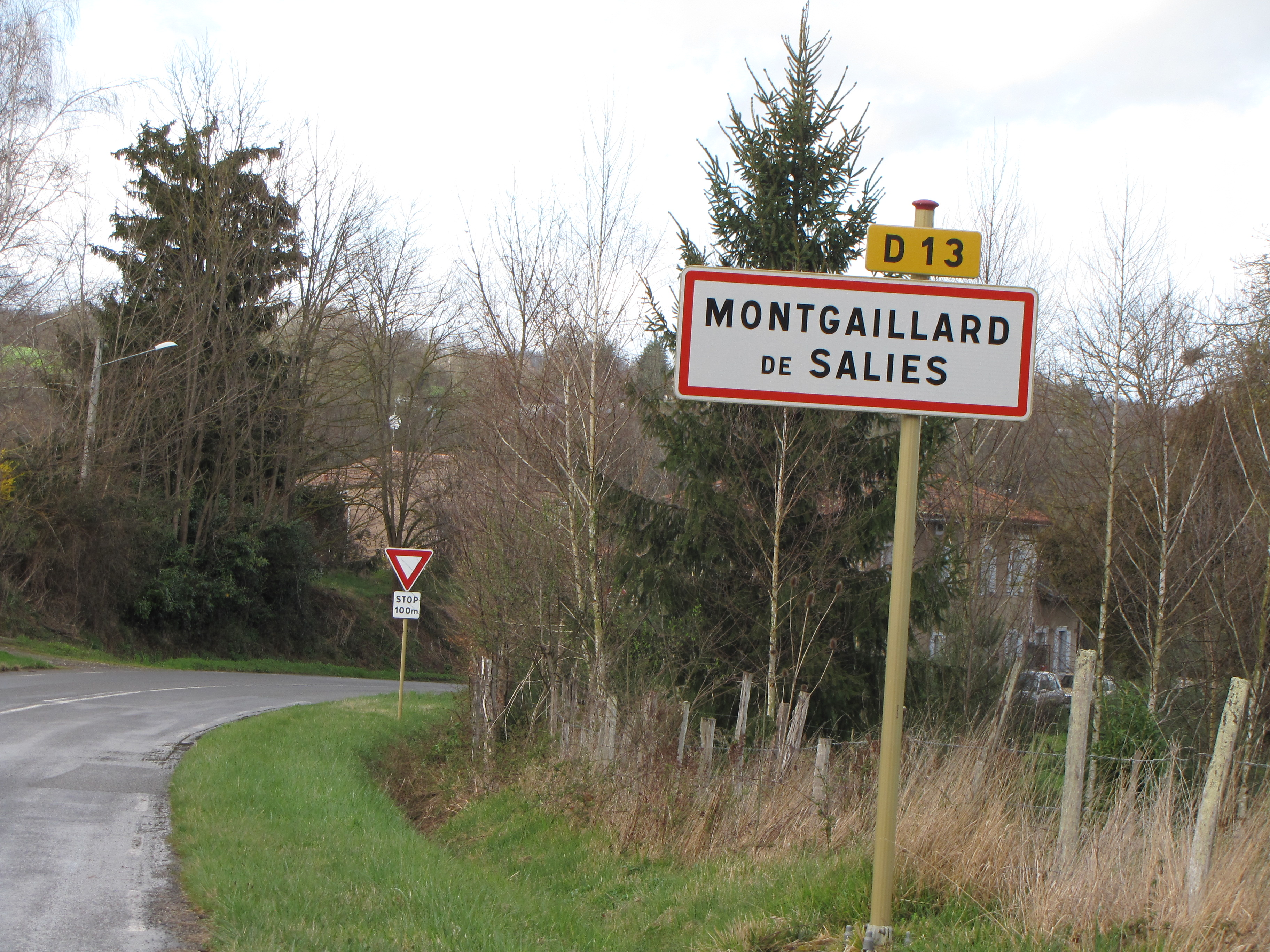
Въезд в Монтастрюк-де-Сали
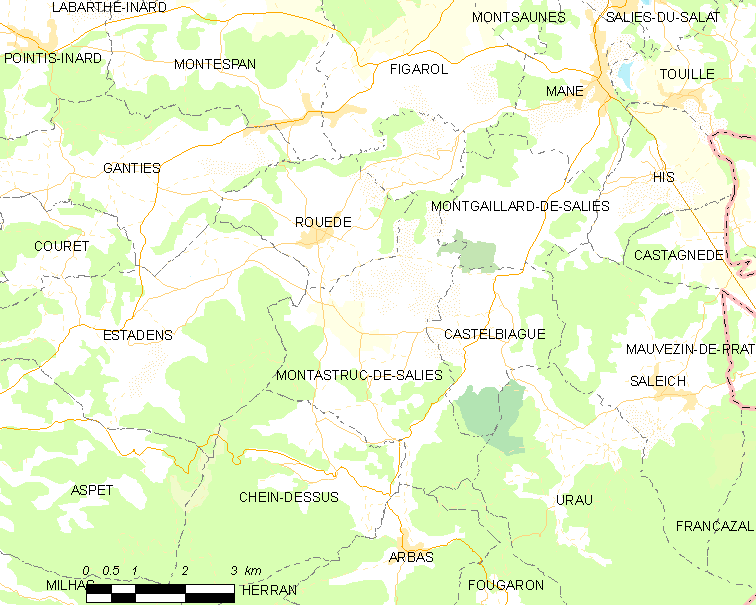
Карта коммуны